# Little Texas (álbum)

Little Texas é um álbum da banda Little Texas, lançado em 1997.

## Faixas
| N.º            | Título                         | Compositor(es)                                       | Duração |  |
| 1.             | "Loud and Proud"               | Sam Gay / Porter Howell                              | 3:31    |  |
| 2.             | "Bad for Us"                   | Porter Howell / Dwayne O'Brien / Tom Shapiro         | 3:14    |  |
| 3.             | "Ain't No Time to Be Afraid"   | Porter Howell / Allen Shamblin                       | 4:00    |  |
| 4.             | "Long Way Down"                | Bob DiPiero / Porter Howell / Dwayne O'Brien         | 2:54    |  |
| 5.             | "You Mama Won't Let Me"        | Keith Folese / Del Gray / Thom McHugh                | 3:00    |  |
| 6.             | "All in the Line of Love"      | Stephen Allen Davis / Porter Howell / Dwayne O'Brien | 3:35    |  |
| 7.             | "Living in a Bullseye"         | Walt Aldridge / Bob DiPiero                          | 3:10    |  |
| 8.             | "The Call"                     | Walt Aldridge / Tim Rushlow                          | 4:22    |  |
| 9.             | "Yesterday's Gone Forever"     | Dwayne O'Brien / Jim Rushing                         | 3:23    |  |
| 10.            | "If I Don't Get Enough of You" | Porter Howell / Chuck Jones                          | 3:00    |  |
| Duração total: | Duração total:                 | Duração total:                                       | 34:09   |  |